# Circondario di Altamura
Il circondario di Altamura era uno dei tre circondari in cui era suddivisa la provincia di Bari delle Puglie, esistito dal 1861 al 1926.

## Storia
Con l'Unità d'Italia (1861) la suddivisione in province e circondari stabilita dal Decreto Rattazzi fu estesa all'intera Penisola.
Il circondario di Altamura venne soppresso nel 1926 e il territorio assegnato al circondario di Bari delle Puglie. L'anno successivo, nell'ambito della riorganizzazione della struttura statale voluta dal regime fascista, tutti i circondari italiani furono aboliti e i Comuni che faevano parte di quello di Bari delle Puglie rimasero nella provincia omonima.

## Suddivisione
Nel 1863, la composizione del circondario era la seguente:
1. Mandamento I di Altamura
  - Altamura
2. Mandamento II di Cassano delle Murge
  - Cassano delle Murge
3. Mandamento III di Gioia del Colle
  - Gioia del Colle
4. Mandamento IV di Gravina in Puglia
  - Gravina in Puglia
5. Mandamento V di Grumo Appula
  - Binetto, Grumo Appula, Toritto
6. Mandamento VI di Noci
  - Alberobello, Noci
7. Mandamento VII di Santeramo in Colle
  - Santeramo in Colle